# Jean Piché
Jean Piché (* 21. April 1951 in Trois-Rivières/Québec) ist ein kanadischer Komponist, Multimediakünstler und Musikpädagoge.

## Leben
Piché studierte an der Universität Laval elektroakustische Musik bei Nil Parent und Marcelle Deschênes: Er setzte die Ausbildung bei Barry Truax an der Simon Fraser University fort und wirkte an R. Murray Schafers World Soundscape Project mit. Danach arbeitete er an der Stanford University in Kalifornien und am Institut for Sound Research in Utrecht. Mit der Tonbandkomposition Mer à l'aube gewann er 1978 die CBC National Competition for Young Composers. Die International Tribune for Composers der UNESCO zeichnete 1981 sein Stück Ange für Tonband und Stimme aus.
Von 1985 bis 1988 arbeitete Piché für das Canada Council, ab 1988 unterrichtete er an der Musikfakultät der Universität Montreal. 1990 war er Generaldirektor des Festivals Montréal Musiques actuelles. In der Folgezeit entstanden zahlreiche elektroakustische Werke, u. a. im Auftrag der New Music Concerts, der Vancouver New Music Society und für den kanadischen Pavillon der Expo 86. Ab 1989 schuf er unter dem Titel musiques virtuelles interaktive Werke für Computer und Instrumentalisten. Seine erste Oper Yo Soy la Disentegracion wurde 1997 von der Company Chants Libres aus Montreal aufgeführt. Für seine Softwareprogramm Cecilia wurde er mit dem Ersten Preis beim Internationalen Wettbewerb für Musiksoftware in Burgos ausgezeichnet. Seit 2000 arbeitet er bei seinen Produktionen und Aufführungen mit einem synchronisierten Videoprojektionssystem.

## Werke
- Patchwork (1975)
- Heliograms (1977)
- Of Nights and Horses (1984)
- Twilight Fields (1985)
- Taxis to Burning Sky (1988)
- Trois versions de l'affaire für Cello und Tonband (1975)
- Steal the Thunder für Pauken, Gongs und Tonband (1984 aufgenommen 1986 mit Beverley Johnston)
- In Vertical Fire für sechs Celli und Tonband (1984)
- Sleight of Hand für Oboe und Tonband (1985)

## Weblink
- Jean Pichés Homepage